# Роторний насос
Роторний насос (англ. rotary pump; нім. Umlaufkolbenpumpe f) — об'ємний насос з обертальним чи одночасно обертальним і зворотно-поступальним рухом робочих ланок. Витіснювачі здійснюють складний просторовий рух, але визначальним рухом при цьому є обертальний. У гідроприводах різних машин і, зокрема, гірничих найчастіше застосовують: радіально- та аксіально-поршневі, пластинчасті, шестерінчасті, гвинтові роторні насоси.
Принцип дії та основні технічні показники роторних насосів такі ж, як для поршневих насосів, але мають і певні відмінності:
- висока допустима частота обертання вала;
- компактність і, як наслідок, більша потужність на одиницю маси машини;
- реверсивність;
- підвищена надійність (завдяки безклапанному розподіленню рідини);
- можливість регулювання подачі шляхом зміни робочого об'єму машини.

До недоліків роторних насосів слід віднести:
- можливість запирання рідини всередині механізму (при безклапанному розподіленні);
- великі протікання рідини, що призводить до зниження ККД;
- складніша конструкція.